# François-Amédée Gabillot
François-Amédée Gabillot, dit Francisque Gabillot, est un dessinateur et peintre français, né le 23 septembre 1818 à Lyon et mort le 4 novembre 1876 à Belley.

## Biographie
François-Amédée Gabillot est fils d'un médecin. Il fait ses études au collège de Belley. 
Il expose régulièrement au Salon de Lyon, de 1839 à 1870, des aquarelles, des dessins au fusain, des encres de Chine. 
En sa mémoire subsiste à Lyon la rue Gabillot, entre la rue Paul Bert et la rue Antoine-Charial.

## Œuvres dans les collections publiques
De nombreux dessins de François-Amédée Gabillot représentant des vues de Lyon sont conservés dans les institutions patrimoniales lyonnaises : musées Gadagne, bibliothèque municipale de Lyon, archives municipales de Lyon.
Le musée des Beaux-arts de Lyon possède un tableau de cet artiste : Paysage, huile sur toile, 1845, inv. 1987-8.

## Bibliographie

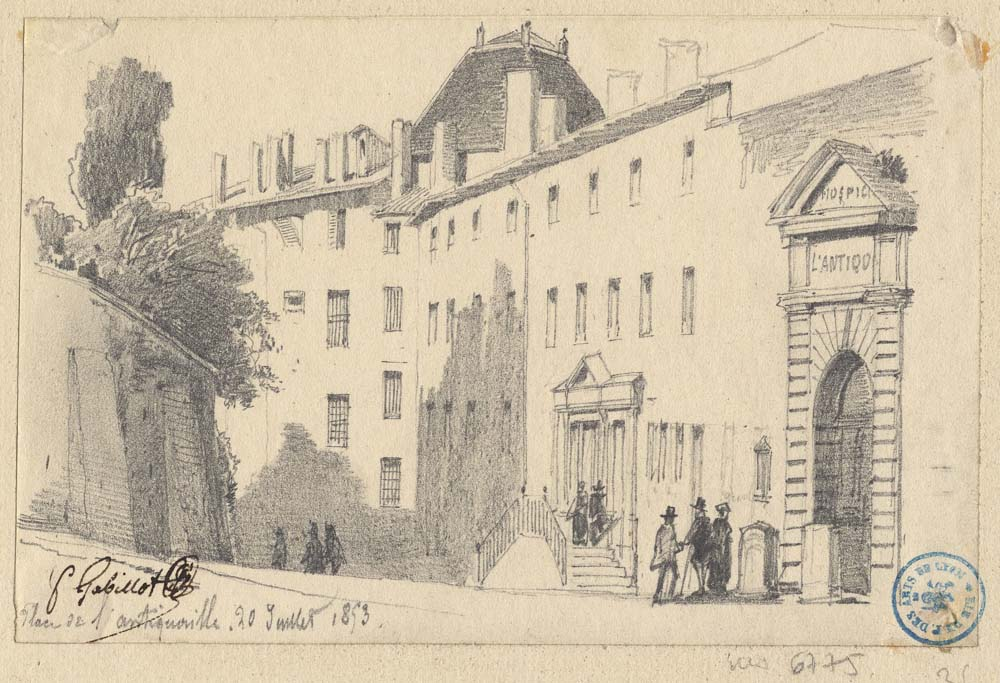
Place de l'Antiquaille (1853)
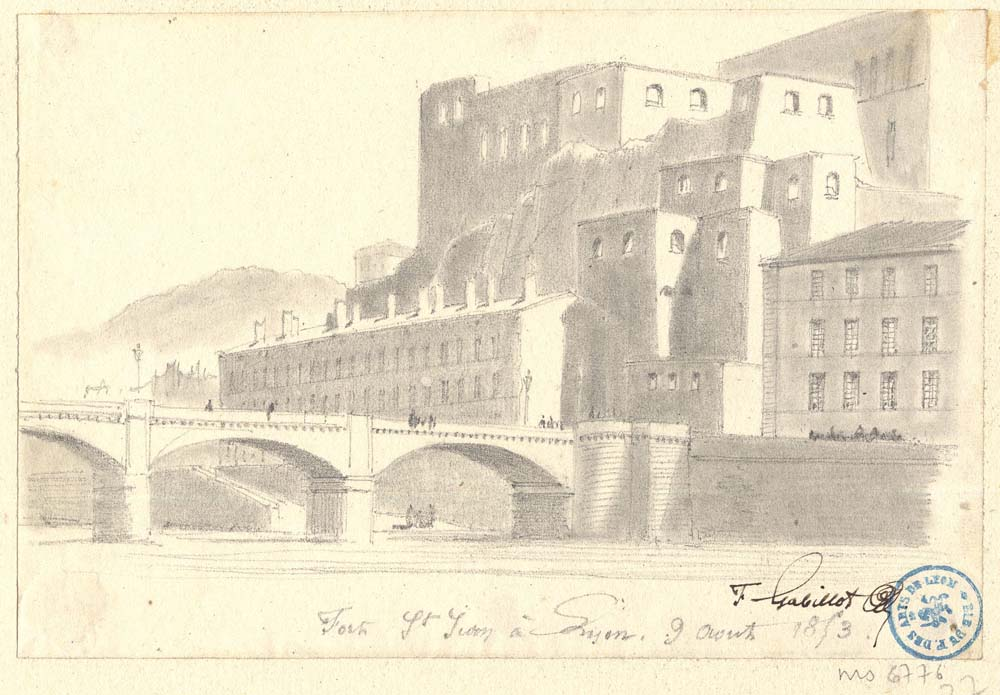
Fort Saint-Jean
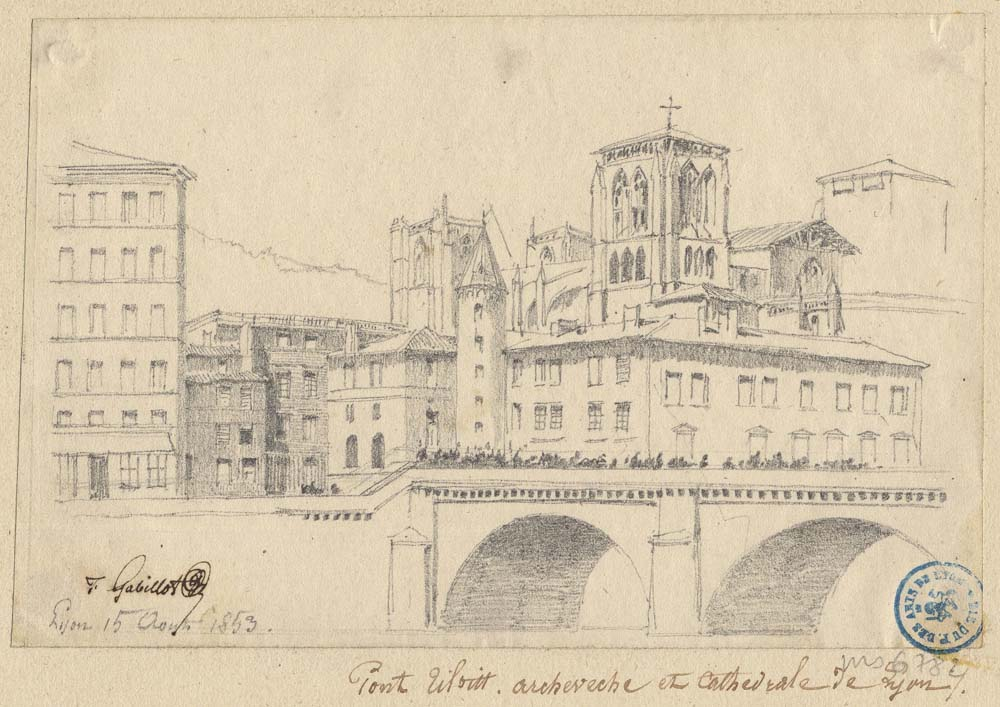
Pont Tilsitt, cathédrale
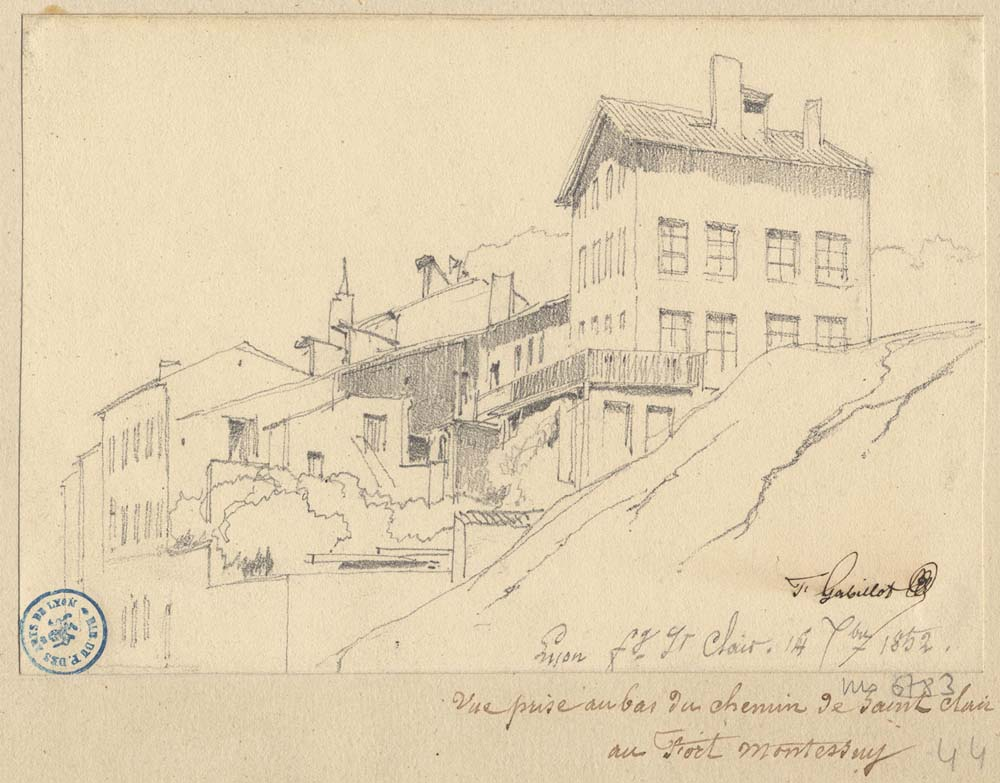
Faubourg Saint-Clair, 1852
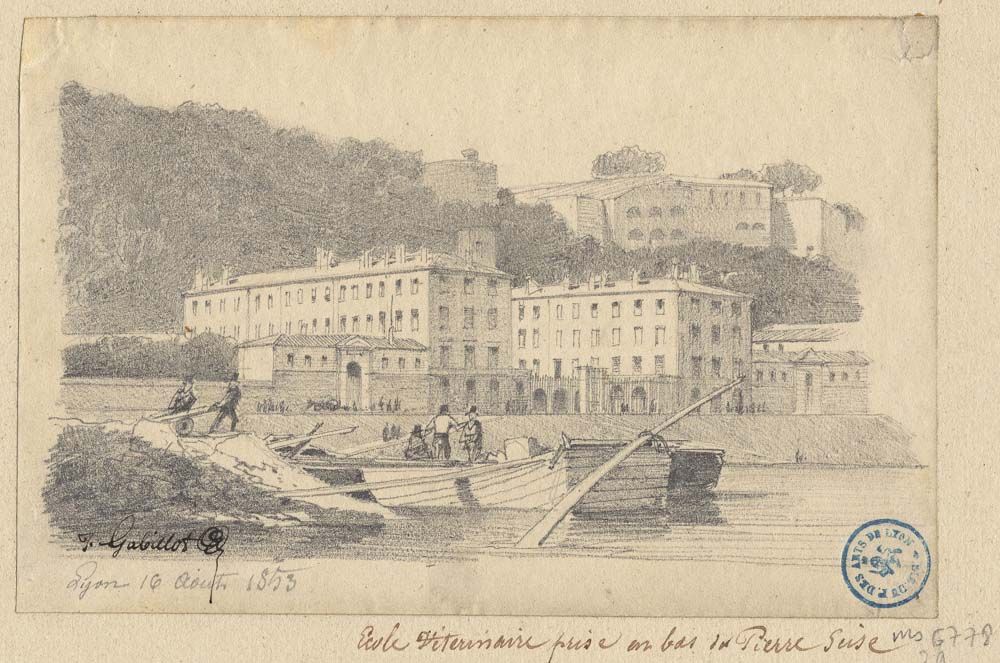
École vétérinaire prise en bas de Pierre Scise
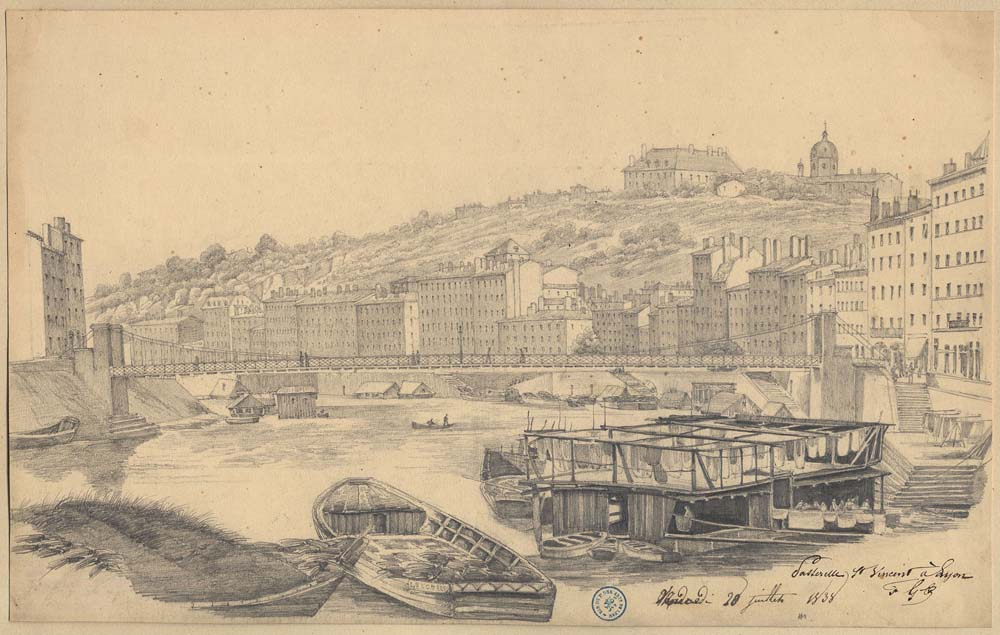
Passerelle Saint-Vincent à Lyon, 1838
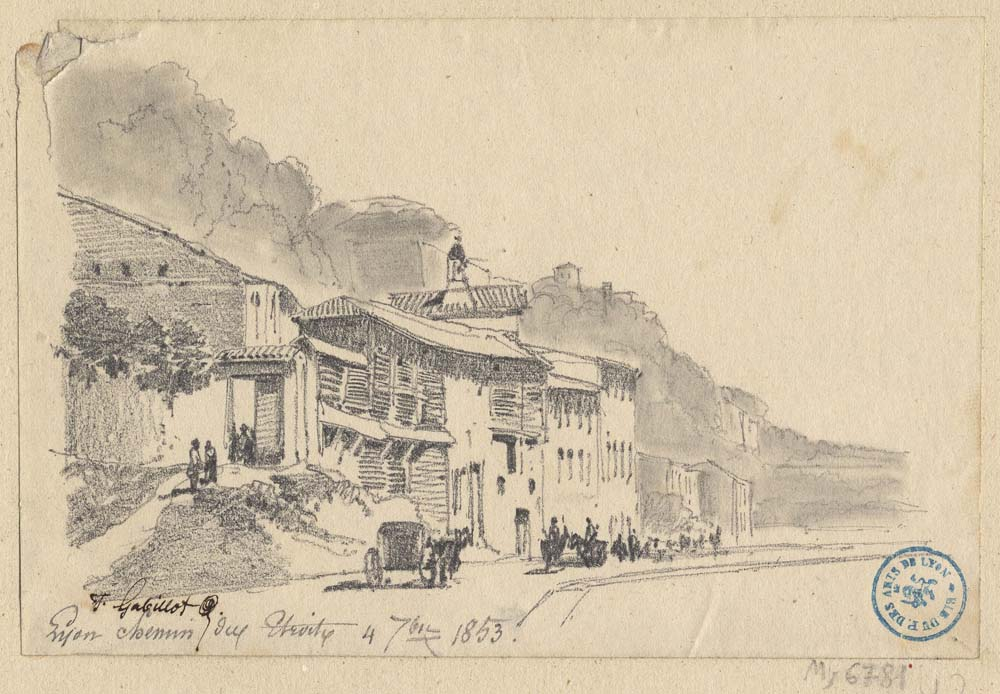
Chemin des Étroits, 1853